# Журов, Николай Семёнович
Николай Семёнович Журов (1897—1935) — советский лётчик-испытатель. Погиб при катастрофе самолёта АНТ-20 «Максим Горький».

## Биография
Родился в 1897 году в крестьянской семье.
Участник Гражданской войны — красногвардеец и боец Красной армии, воевавший на многих фронтах.
Работал в ЦАГИ, испытывал АНТ-16, АНТ-20, АНТ-40 (СБ).
В 1934 году установил мировой рекорд, подняв на АНТ-20 груз 15 тонн на высоту 5000 метров. 30 декабря 1934 поднял в небо второй опытный АНТ-40 (СБ).
Погиб во время демонстрационного полета на АНТ-20 18 мая 1935 года.
Похоронен на Новодевичьем кладбище в Москве.

### Катастрофа
18 мая 1935 года Н. С. Журов и пилот агитационной эскадрильи И. В. Михеев выполняли демонстрационный и одновременно приёмо-сдаточный полёт самолёта АНТ-20 «Максим Горький». Сопровождавший полёт на истребителе И-5 лётчик Н. П. Благин, по неустановленным причинам начавший выполнять рядом с крылом АНТ-20 фигуры высшего пилотажа, совершил ошибку пилотирования и направил свой истребитель в сопровождаемый им самолёт. На борту, кроме экипажа в 11 человек, находилось 38 пассажиров, большинство — работники ЦАГИ и их дети, все они погибли. Второй самолёт сопровождения, Р-5, пилотируемый В. В. Рыбушкиным, нёс кинооператора, запечатлевшего полёт и катастрофу. По официальной версии (сообщение ТАСС):

Несмотря на категорическое запрещение делать какие-то ни было фигуры высшего пилотажа во время сопровождения самолёта, летчик Благин нарушил этот приказ и стал делать фигуры высшего пилотажа в непосредственной близи от самолета «Максим Горький» на высоте 700 м. При выходе из мертвой петли летчик Благин своим самолетом ударил в крыло самолета «Максим Горький». Самолёт «Максим Горький» вследствие полученных повреждений от удара тренировочного самолёта стал разрушаться в воздухе, перешел в пике и отдельными частями упал на землю в поселке «Сокол», в районе аэропорта… При столкновении в воздухе также погиб летчик Благин, пилотировавший тренировочный самолет.— Сообщение ТАСС от 19 мая 1935.
В 2010 году была рассекречена докладная записка с результатами расследования, проведённого сотрудниками НКВД в 1935 году. Из неё следует, что при допросе всех причастных к организации полёта выяснилось, что незадолго до взлета с лётчиками встретились сотрудники кинофабрики военно-учебных фильмов, отвечавшие за съёмку полёта, которые, с согласия высшего руководства Военно-воздушных сил, попросили выполнить элементы высшего пилотажа. Однако результаты этого расследования были скрыты, чтобы не компрометировать руководство ВВС страны.